# Dasumia amoena
Dasumia amoena är en spindelart som först beskrevs av Kulczynski 1897.  Dasumia amoena ingår i släktet Dasumia och familjen ringögonspindlar. Inga underarter finns listade i Catalogue of Life.